# ICAM-1

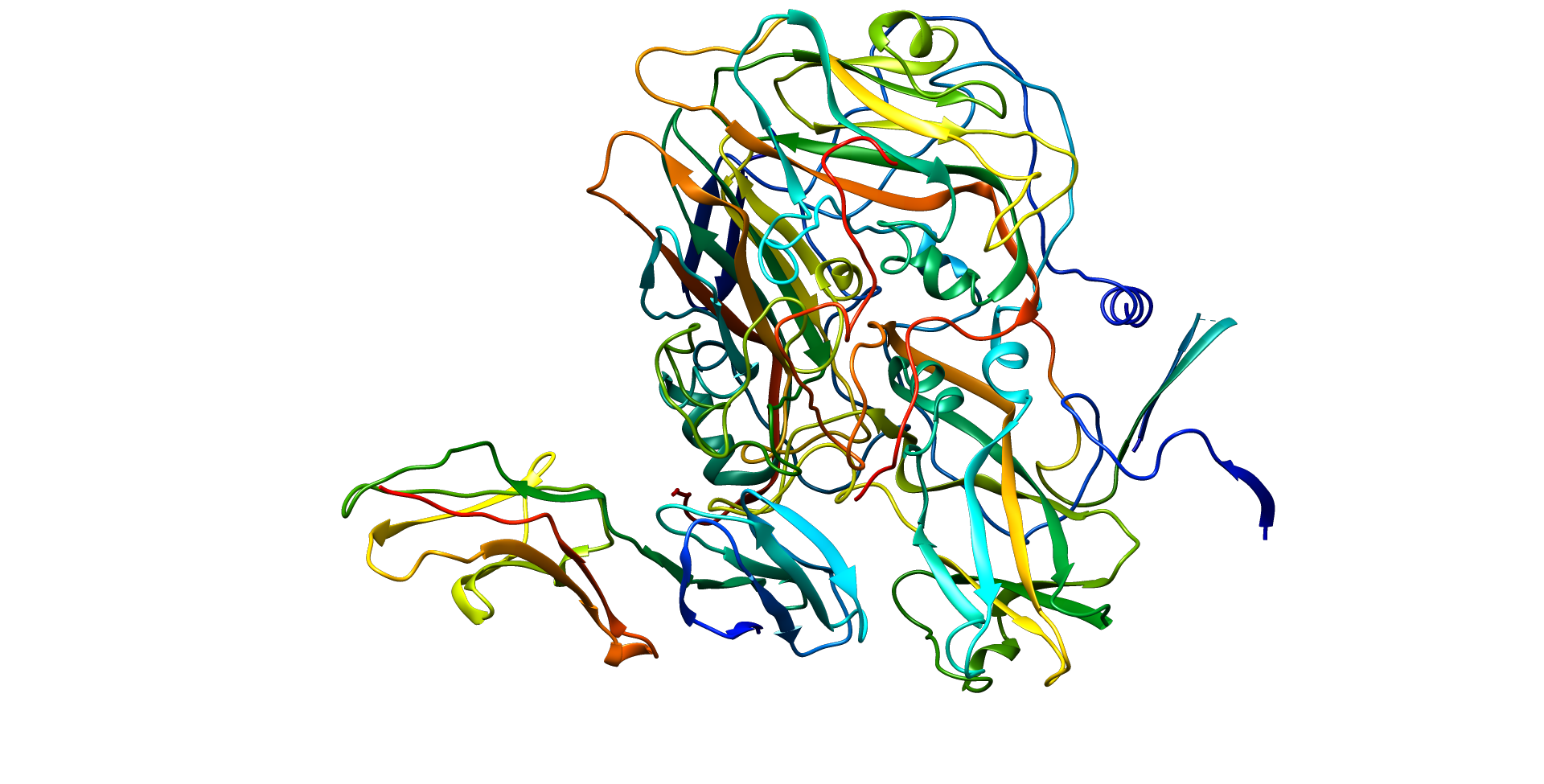
molekulární struktura

ICAM–1 nazývaný také CD54  je intercelulární (mezibuněčná) adhezivní molekula 1. Je to glykoprotein, který se nachází na membránovém povrchu zejména endotelových buněk, ale také na imunitních buňkách prezentujících antigen (APC), granulocytech, lymfocytech, fibroblastech nebo na nádorových buňkách. Protein ICAM–1 je kódován genem ICAM1, lokalizovaným na chromozomu 19p13. Hlavní funkcí ICAM-1 je zprostředkování těsné adheze mezi těmito buňkami a buňkami imunitního systému.

## Struktura
Transmembránový glykoprotein ICAM-1 se řadí do imunoglobulinové rodiny ICAM. Jsou známé také glykoproteiny ICAM-2,-3,-4 a -5. Skládá se z 5 extracelulárních domén (D1-5), podobných imunoglobulinovým doménám IgG, hydrofobní části ukotvené v cytoplasmatické membráně a krátkého cytoplasmatického C-konce, který interaguje s cytoskeletálními proteiny. Vaskulární endoteliální buňky tento protein vystavují na svém povrchu v nízké koncentraci. Při akutních nebo chronických onemocnění se na základě zánětlivých stimulů endotelie aktivují a exprimují vysoké hladiny glykoproteinu ICAM-1.

## Funkce
Povrchový glykoprotein ICAM-1 interaguje s adhezivní molekulou CD8/CD11a (LFA-1), která se nachází na membráně všech leukocytů. Váže se také na molekulu CD8/CD11b (Mac-1) na povrchu makrofágů. Tyto molekuly patří do skupiny β2 integrinů. Interakce ligandů ICAM-1 s leukocytárními integriny je důležitá pro trans-epiteliální migraci bílých krvinek do místa zánětu, kdy se nejprve leukocyty kutálejí podél aktivovaného endotelu pomocí selektinů a dalších adhezivních molekul a v dalším kroku dochází k těsné vazbě ICAM-1/LFA1, která je umožněna díky změně konformace integrinu LFA1. Konformační změna nastává pod vlivem zánětlivých cytokinů jako je TNF-α, IL-1β. Tato vazba je již ireverzibilní, spouští podnět pro průnik leukocytů mezi endotelovými buňkami do tkáně (diapedéza). Způsobí zvýšení koncentrace intracelulárního volného Ca2+ a dochází ke kontrakci myosinu, aktivace kinázy p38, malých guanosin trifosfatáz (GTPázy) a tyrosinkinázy p60src a tato signalizační kaskáda vede k rozsáhlému přeskupení cytoskeletu, které usnadňuje diapedézu.
Protein ICAM – 1 na svém povrchu může také exprimovat APC buňka infikovaná intracelulárním parazitem, která se následně naváže na integrin LFA1 exprimovaný na T-lymfocytu. Vytvoří se pevná vazba mezi těmito dvěma buňkami, která umožní dostatečný kontakt pro vazbu kostimulačních molekul nezbytnou k aktivaci T lymfocytů.